# Olofströms kyrka
Olofströms kyrka är en kyrkobyggnad belägen i den centrala delen i samhället Olofström. Kyrkan tillhör Jämshögs församling i Lunds stift och Svenska kyrkan.

## Kyrkobyggnaden
Ursprungliga byggnaden är ett kapell som uppfördes 1933. En ombyggnad genomfördes 1962 under ledning av arkitekterna Hanna och Roy Victorson i Karlshamn. Entréhallen och församlingsgårdens nordvästra flygel byggdes till 1986 under ledning av arkitekt K.E. Dudzik i Hässleholm.
Söder om kyrkan står klockstapeln som uppfördes 1939 efter ritningar av arkitekt Martin Westerberg i Stockholm. Kyrkklockorna är gjutna av Bergholtz klockgjuteri i Stockholm. Storklockan väger 632 kg och lillklockan väger 348 kg.

## Inventarier
- Korväggens konstverk "Jesus välsignar barnen" är utfört av konstnären Stefan Thorén i Stockholm.
- Dopfunten är från 1988 och tillhörande dopfat av silver är från 1939.
- Altarbord och altarskrank är formgivna av arkitekt Jörgen Egmose i Växjö. De tillkom vid kyrkans 50-årsjubileum 1983.
- På södra väggen finns ett krucifix utfört av bildsnidaren Tony Nederegger i Österrike. Krucifixet som invigdes 1978 är en gåva till kyrkan.
- I entréhallen står en ljusbärare utformad av konstnären Jouni Ruokojärvi i Olofström.

### Orgeln
- Den första orgeln, byggd 1954 av Frederiksborg Orgelbyggeri, hade nio stämmor.
- Dagens orgel med arton stämmor är tillverkad 1978 av J. Künkels Orgelverkstad. Orgeln har mekanisk traktur och elektrisk registratur och har följande disposition:

| Ryggpositiv I       | Svällverk II C-g3 | Pedal        | Koppel |
| Rörflöjt 8’         | Trägedackt 8’     | Subbas 16’   | I/P    |
| Kvintadena 8’       | Täckflöjt 4’      | Oktavbas 8’  | II/P   |
| Principal 4’        | Principal 2’      | Nachthorn 4’ | II/I   |
| Koppelflöjt 4’      | Nasat 1 1⁄3’      | Dulcian 16’  |        |
| Sesquialtera 2 2⁄3’ | Vox Humana 8'     |              |        |
| Oktava 2'           | Tremulant         |              |        |
| Sesquialtera 1 3⁄5’ |                   |              |        |
| Mixtur IV           |                   |              |        |
| Trumpet 8'          |                   |              |        |

### Webbkällor
- Jämshögs församling